# Harrisia tetracantha
Harrisia tetracantha är en kaktusväxtart som först beskrevs av Labour., och fick sitt nu gällande namn av David Richard Hunt. Harrisia tetracantha ingår i släktet Harrisia och familjen kaktusväxter. Inga underarter finns listade i Catalogue of Life.